# Historia de los Comics
Historia de los Comics es una colección de 48 fascículos de 32 páginas cada uno publicada entre 1983 y 1984 por Editorial Toutain bajo la dirección de Javier Coma, que aborda la historia del medio a un nivel global. Escrita por importantes estudiosos del medio, tanto españoles como extranjeros, se la considera una obra de referencia imprescindible e inédita hasta entonces por su tamaño y ambición.

## Trayectoria editorial
Durante la segunda edición del Salón Internacional del Comic y del Libro Ilustrado se presentó el proyecto de la futura enciclopedia, con la exhibición de las portadas de sus fascículos. Para entonces, estaba previsto que constará sólo de 36 entregas resueltos en tres volúmenes, no dedicándose ninguno en exclusiva al cómic estadounidense de la segunda mitad del siglo XX.

## Contenido
Cada título contenía dos capítulos de la obra y estaba profusamente ilustrado en b/n y color, además de contener muestras de las historietas reseñadas y fichas de autores. Su periodicidad era semanal y podían ser encuadernados en 4 volúmenes de 12 fascículos cada uno cuyos tapas también eran puestas a la venta. Los títulos de los volúmenes eran:
I. Los clásicos americanos
1  - Un nuevo arte.
2  - Tiras diarias de prensa.
3  - Arrolladora implantación de una amplísima mitología gráfica.
4  - Relatos por entregas.
5  - La depresión económica incrementa la sátira y el testimonio social.
6  - Una aventura por tierra, mar s cómics y la 2.ª Guerra Mundial.
9  - Un alud de superhéroes y superhombres.
10 - La acción inunda la vida cotidiana
11 - Los nuevos caminos de los cómics humorísticos.
12 - Cómics de ciencia ficción, crimen y terror de los '50.
II. La expansión internacional
13 - Surgen los cómics europeos.
14 - Más aventura que humor bajo el fascismo.
15 - Argentina sorprende con sus primeros clásicos.
16 - La Guerra Civil quiebra la evolución del cómic español.
17 - Raíces de las tendencias franco-belgas.
18 - Caricatura y escapismo en la España franquista.
- La edad de oro de las historietas cómicas de Román Gubern.
- El cómic realista español desde 1950 hasta los últimos años '60 de Salvador Vázquez de Parga.

19 - El auge satírico en las tiras británicas.
20 - El humor latino produce éxitos internacionales.
21 - Los grandes años de la aventura en Gran Bretaña.
22 - De la ciencia ficción al western en los cómics franco-belgas.
23 - Argentina promueve los cómics adultos.
24 - Reconocimiento cultural de los cómics en Europa y paralela moda del erotismo.
III. USA, tiempos modernos
25 - La Guerra. Su permanencia. Su recuerdo.
26 - Los últimos grandes aventureros...
27 - Brillante renacimiento del humor en la prensa.
28 - Nacen y renacen superhéroes traumatizados.
29 - Nuevas publicaciones huyendo de la censura.
30 - La era underground
31 - Fantasía heroica - espada y brujería.
32 - Ascienden la cómic-novela y Richard Corben.
- Richard V. Corben y el arte de la fantasía de Dennis Wepman.
- Rutas de pioneros hacia Eldorado de la cómic-novela de Javier Coma.

33 - El despegue de los innovadores contemporáneos.
34 - Cómics de vanguardia en ambiciosos magacines.
35 - Una nueva raza de animales parlantes.
36 - Los cómics norteamericanos hoy.
IV. Rumbos contemporáneos
37 - Convulsión en los cómics franceses por el mayo del '68.
38 - Conciencia de autor en los cómics españoles durante la agonía del franquismo.
- Cómics en España, años 60 y primeros 70, de Antonio Lara y Mariano Ayuso.
- El último exilio: El inicio de los cómics postfranquistas con anterioridad a la propia muerte del dictador, de Javier Coma.

39 - El apogeo de los cómics italianos.
40 - En el mundo de los cómics británicos.
41 - Cómics en la España postfranquista.
- De Mortadelo a Makoki: El humor y la sátira en los cómics españoles de los últimos tiempos, de Salvador Vázquez de Parga.
- En el brumoso amanecer de la libertad: El despertar de los cómics españoles a la luz naciente de la democracia, de Javier Coma.

42 - Cómics franceses contemporáneos.
43 - Las modernas innovaciones argentinas.
44 - Los cómics en lengua portuguesa.
45 - De Australia a Canadá pasando por Japón.
46 - Holanda, una apasionante evolución.
47 - Éxitos internacionales de los cómics nórdicos y yugoslavos.
48 - Índice de autores y obras y fe de erratas.
En total, se alcanzaban las 1 344 páginas, descontando las cubiertas de los fascículos. Una de las historietas publicadas en ellas era inédita: El adivino de los ojos muertos, protagonizada por El Capitán Trueno y realizada por Víctor Mora (guion), Ambrós (dibujo) y Amador (entintado y coloreado).